# Alcalia, Cetatea Albă
Alcalia (în ucraineană Полянка, transliterat: Poleanka) este un sat în comuna Marazlăveni din raionul Cetatea Albă, regiunea Odesa, Ucraina. Satul a fost locuit de germanii basarabeni.

## Demografie
Componența lingvistică a localității Alcalia
     Ucraineană (95,4%)
     Rusă (3,45%)
     Română (1,15%)
Conform recensământului din 2001, majoritatea populației localității Alcalia era vorbitoare de ucraineană (95,4%), existând în minoritate și vorbitori de rusă (3,45%) și română (1,15%).